# X-Moto

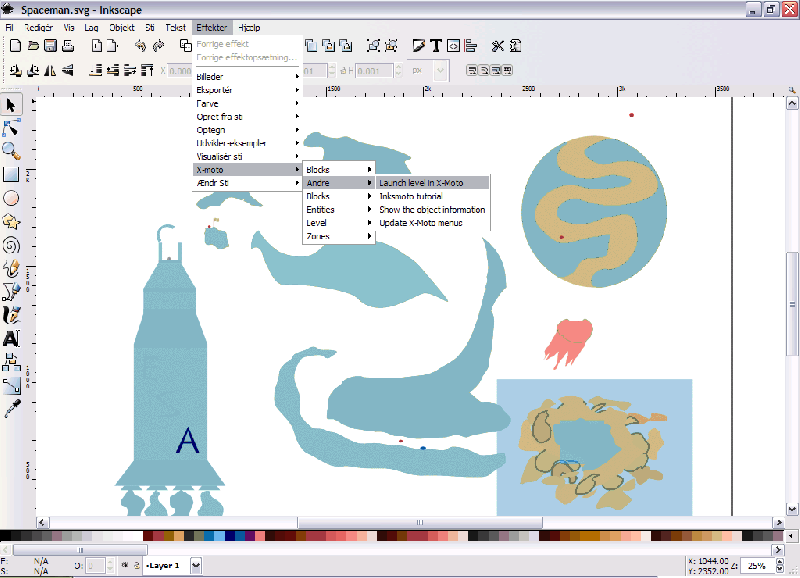
Szintszerkesztő felület

Az X-Moto egy teljesen ingyenes 2D-s motokrossz platformjáték, amelyben a fizika törvényei nagyban befolyásolják a játékmenetet. Az alapötletet az Elasto Maniából vették, de a szimulációs fizika kissé eltér.

## A játékról
A játék célja, hogy az eprek összegyűjtése után a virágot megszerezve befejezzük a pályákat. A jelenlegi verzióban 43 alap pálya van, amit a fejlesztők a végleges változatban 50-re bővítenek. Új, rajongók által készített pályákat könnyedén, két kattintással letölthetjük/frissíthetjük az internetről. A legújabb verzióban a játék betöltésekor ellenőrzi, majd kiírja, hogy van-e új pálya a szerveren. Egy adott pályához tartozó csúcsot is a netről tölti le és mutatja meg, így könnyen összemérhetjük saját, egyéni rekordunkkal. Ezt szintén betöltéskor frissíti. A csúcsokhoz tartozó visszajátszást is megnézhetjük. A pályákat nehezítik különféle tényezők: szűk helyek, gravitáció és forgó tüskés golyók. A játék félbeszakad, ha egy ilyen golyónak nekimegyünk, vagy a fejünket beverjük. A legújabb verzióban lehetőség van a legjobb eredményt "szellem-módban" visszanéznünk játék közben.

### Irányítás
Irányítása az iránygombokkal történik. A "fel" gombbal a gázt, a "lefelével" a féket érjük el. Vízszintesen korrigálni, valamint átfordulást (pörgést) csinálni a jobb és bal gombokkal lehet. Megfordulni, azaz irányt váltani a space billentyűvel lehet. Egyes pályákon a gravitációt a "g" betűvel fordíthatod meg. Kép kimentést egy png fájlba az F12 billentyűvel végezhetünk.

### Jellemzői
- Magas felbontású 2D grafika, ami 3D hardware-rel is kitűnően használható
- Könnyen elérhető új pályák és kiegészítők (Pályaszerkesztőt is tartalmazza)
- Az Open Dynamics Engine használata a fejlettebb fizikai szimulációhoz
- A pályák scriptelhetők a Lua programozási nyelvben
- Szellem játékos, mellyel az előző csúcsot játssza vissza